# Manhattan (film, 1979)
Pour les articles homonymes, voir Manhattan (homonymie).
Pour plus de détails, voir Fiche technique et Distribution.
Manhattan est une comédie de Woody Allen sortie en 1979. Le film est inscrit en 2001 au National  Film Registry de la Bibliothèque du Congrès.
Scénariste de télévision, Isaac Davis, (Woody Allen) est un homme désabusé et angoissé. À 42 ans, sa vie professionnelle le laisse insatisfait. Aussi passe-t-il le plus clair de son temps à écrire et réécrire son roman. Sa vie privée est plus que chaotique. Sa deuxième épouse (Meryl Streep), qui l’a quitté pour une autre femme, est sur le point de publier son autobiographie où Isaac tient une bonne place. Il fréquente aussi Tracy, une jeune fille de 17 ans (Mariel Hemingway) avec laquelle il ne se voit aucun avenir. La situation se complique lorsque Yale (Michael Murphy), son meilleur ami, lui présente sa maîtresse, Mary (Diane Keaton), dont Isaac ne tarde pas à tomber amoureux. 

## Synopsis

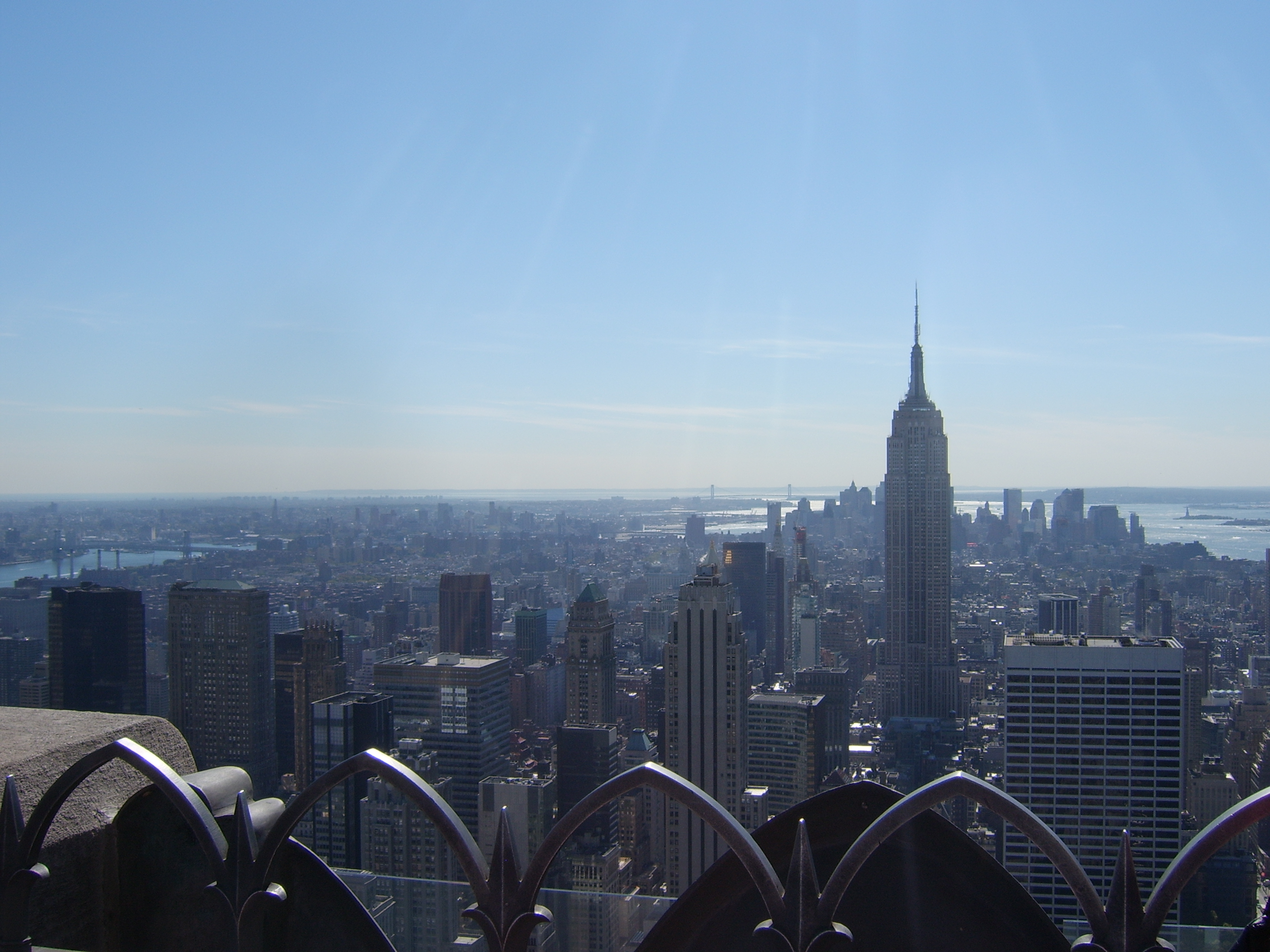
Vue sur Manhattan en 2008.

Manhattan commence par des images de New York sur lesquelles la voix de Woody Allen/Isaac Davis commence le premier chapitre de son nouveau livre : « Il adorait New York ». Le film est un hommage à la « Allen-town » (la ville de Allen, autrement dit New York), à la ville qui l’a vu naître, il en fait l'apologie, la magnifie. Le film s’ouvre sur les plans de la ville avec l'air de Rhapsody in Blue de George Gershwin : feux d’artifice sur Central Park, le panorama de la « skyline » de Manhattan à l’aube, l’Empire State Building, le pont de Brooklyn. Manhattan idéalisée loin des quartiers sordides de l'East Side, de Harlem, de ses SDF à l'abri du métro aérien se réchauffant autour d'un brasero, etc.  
Dans un climat de dépression, Isaac Davis décide d’écrire un roman autobiographique dont le thème est son image de soi, qu'il identifie à l'image de la ville, image castrée, faite d’insatisfactions. Tout en s’appuyant sur la beauté physique de la ville, Isaac Davis procède à une autopsie sur son environnement socio-culturel, sa vie sociale,  autopsie qui fait le constat d'un déclin de la culture contemporaine.
Le film tourne autour des interactions qu'entretiennent les quatre personnages principaux : Isaac Davis écrivain de télévision qui quitte son travail pour écrire son livre, Yale (Michael Murphy)  professeur de littérature qui travaille sur une biographie de Eugene O’Neill,  Mary Wilke (Diane Keaton) journaliste qui écrit sur l'art et la culture en général et Jill (Meryl Streep), ex-femme d’Isaac qui a publié un tract féministe sur leur mariage intitulé "Mariage, divorce et Individualité". 
Les dialogues font de nombreuses références aux grands écrivains et cinéastes de la vie New-yorkaise, autant de points d'appui pour le développement psychologique d'Isaac Davis ; sont cités notamment August Strindberg, Scott Fitzgerald, Ingmar Bergman, Federico Fellini, Franz Kafka, Norman Mailer, Groucho Marx, Albert Camus, etc.,. Ce mélange montre les difficultés d'identification d’Isaac le plongeant dans des troubles névrotiques. Les références à Ingmar Bergman et Federico Fellini seront reprises dans son film de 1980 Stardust memories.
On retrouve dans Manhattan les thèmes chers à Woody Allen : l’instabilité des relations amoureuses, le jazz, les femmes, l’amitié, l'insatisfaction de vivre, l'art et l’écriture… Et par-dessus tout, l’amour qu’il porte à New York. 
On retrouve également des références à La Dame de Shanghai d'Orson Welles, écho du divorce orageux d'Orson Welles de Rita Hayworth, avec ses différentes répliques amères sur les relations amoureuses.

## Fiche technique
- Réalisation : Woody Allen
- Scénario : Woody Allen et Marshall Brickman[10]
- Musique : George Gershwin
- Photographie : Gordon Willis
- Montage : Susan E. Morse
- Décors : Mel Bourne (en)
- Costumes : Albert Wolsky
- Production : Charles H. Joffe
- Société de production : Jack Rollins and Charles H. Joffe Productions
- Société de distribution : United Artists
- Pays d'origine :  États-Unis
- Langue originale : anglais
- Genre : comédie
- Format : noir et blanc - 35 mm - 2,39:1 - son mono
- Durée : 96 minutes
- Dates de sortie : 
  - États-Unis : 14 mars 1979
  - France : 5 décembre 1979

## Distribution
- Woody Allen (VF : Bernard Murat) : Isaac Davis
- Diane Keaton (VF : Béatrice Delfe[11]) : Mary Wilkie
- Michael Murphy (VF : Bernard Tiphaine) : Yale
- Mariel Hemingway[12] (VF : Béatrice Bruno) : Tracy
- Meryl Streep (VF : Annie Sinigalia) : Jill
- Anne Byrne : Emily
- Damion Scheller (VF : Jackie Berger) : Willie Davis
- Raymond Serra (VF : Gérard Hernandez) : le serveur de la pizzeria
- Karen Ludwig : Connie
- Michael O'Donoghue (VF : Jean-Pierre Dorat) : Dennis
- Wallace Shawn (VF : Francis Lax) : Jeremiah
- Kenny Vance (en) (VF : Jacques Balutin) : le producteur de télévision
- Victor Truro (VF : Bernard Woringer) : un invité à la soirée
- Helen Hanft : une invitée à la soirée
- Frances Conroy : l'actrice shakespearienne
- Karen Allen : l'actrice à la télévision

## Autour du film
Filmé en Panavision sur film Technicolor, Manhattan sera finalement édité en noir blanc, c'est également le seul film de Woody Allen à avoir été tourné en Cinémascope.
Les diverses compositions de George Gershwin sont interprétées par l'Orchestre Philharmonique de New York sous la direction de Zubin Mehta et l'Orchestre Philharmonique de Buffalo sous la direction de Michael Tilson Thomas.
Le film a été entièrement tourné en décors naturels, des scènes extérieures aux scènes d’intérieur.
C’est la cinquième fois que Diane Keaton apparaît dans un film de Woody Allen.
Manhattan marque la première collaboration de Susan E. Morse qui devient la monteuse attitrée de Woody Allen jusqu’en 1998.
La relation d'Isaac Davis avec Tracy (Mariel Hemingway) est l'écho de la relation amoureuse qu'entretenait Woody Allen avec la jeune Christina Engelhardt depuis quatre ans,,.
Une des scènes où les personnages, joués par Woody Allen et Diane Keaton, sont assis sur un banc près d'un pont dans la brume, a été tournée au pied du Queensboro Bridge, pont sur l'East River, et l'image a été reprise pour l'affiche du film.
Le film est restauré en version numérique,.

## Accueil

### Box-office
Manhattan avec Annie Hall, Hannah et ses sœurs, Blue Jasmine et Minuit à Paris fait partie des plus grands succès de Woody Allen au box office,.
| Pays                  | Box-office         | Nbre de sem. | Classement TLT | Source |
| Box-office Paris      | 779 330 entrées    | 12 sem.      | -              |        |
| Box-office France     | 2 353 357 entrées  | ? sem.       | -              |        |
| Box-office États-Unis | 39 000 000 dollars | ? sem.       |                | [ 23 ] |

### Distinctions
- 1979 : Lauréat du Los Angeles Film Critics Association Awards, décerné par  la Los Angeles Film Critics Association (LAFCA), pour Merryl Streep dans son rôle de Jill[24]
- 1979 : Lauréat du National Board of Review Award, mention "meilleur film" décerné par  le National Board of Review of Motion Pictures.
- 1979 : Lauréat du NSFC Award, mention "meilleur réalisateur", décerné par la National Society of Film Critics[25]
- 1979 : Lauréat du New York Film Critics Circle Awards, mention "meilleur réalisateur", décerné par le New York Film Critics Circle[26]
- 1980 : Lauréat du César du cinéma, mention "meilleur film étranger", décerné par l'Académie des arts et techniques du cinéma
- 1980 : Lauréat du Bodil Award mention Amerikanske film[27]
- 1980 : Lauréat du BAFTA awards mention "meilleur scénario"[28] et "meilleur film"[29]
- 2001 : Inscription au National Film Registry[30]

## Influences
- La comédie Quand Harry rencontre Sally est inspirée du film dans la structure narrative et l'imbrication des 4 personnages, c'est notamment visible dans la scène de fin de remords de Harry qui court rejoindre Sally[réf. nécessaire].
- La série télévisée Friends, dont les liens entre les personnages, leurs interrogations existentielles, la ville de New York et cet humour si caractéristique emprunte au film. C'est aussi visible dans l'histoire des personnages, ainsi Ross qui découvre que sa femme est lesbienne et le quitte pour une autre[réf. nécessaire].
- Le film Frances Ha possède plusieurs similitudes avec le film : outre les dialogues abondant, le jazz, le style allénien général et la ville de New York, le film est également en noir et blanc[31]. Le personnage principal, Frances, peut aussi être perçu comme la version féminine et contemporaine d'Isaac Davis. Tout comme Isaac aspire à devenir écrivain, Frances rêve de réussir en tant que chorégraphe, tandis que le film explore ses déboires amoureux et professionnels. La scène finale de Manhattan, lorsque Isaac court dans les rues de New York, est directement citée dans une séquence similaire avec Frances filmée en travelling.